# Dichapetalum oliganthum
Espèce
Statut de conservation UICN

 VU B1ab(iii)+2ab(iii) : Vulnérable
Dichapetalum oliganthum est une espèce de plantes à fleurs de la famille des Dichapetalaceae et du genre Dichapetalum selon la classification phylogénétique.
Son épithète spécifique oliganthum signifie « à peu de fleurs ».

## Découverte et description
Dichapetalum oliganthum est une plante endémique du Cameroun. 